# Erik Pieters
Pour les articles homonymes, voir Pieters.
Erik Pieters, né le 7 août 1988 à Tiel aux Pays-Bas, est un footballeur international néerlandais qui évolue au poste d'arrière gauche.

## Carrière

### En club
Le 28 juin 2013, Erik Pieters rejoint Stoke City. Le transfert est estimé à 3,6 millions d'euros.

## Palmarès

### En club
- PSV Eindhoven
  - Vainqueur de la Coupe des Pays-Bas en 2012.
  - Vainqueur de la Supercoupe des Pays-Bas en 2008.

### En sélection nationale
- Pays-Bas espoirs
  - Vainqueur du Championnat d'Europe en 2007.